# Ahmet Dursun
Ahmet Dursun (Gelsenkirchen, 25 gennaio 1978) è un ex calciatore turco, di ruolo attaccante.

## Palmarès

### Club

#### Competizioni nazionali
- Coppa di Turchia: 2

Kocaelispor: 1996-1997
Beşiktaş: 2005-2006
- Campionato turco: 1

Beşiktaş: 2002-2003